# Факулы Антилия
Факулы Антилия (лат. Antilia Faculae) — сравнительно небольшая группа ярких пятен (областей) на поверхности самого большого спутника Сатурна — Титана.

## География и геология
Координаты — 11° ю. ш. 187° з. д. / 11° ю. ш. 187° з. д.. Максимальный размер — 260 км. Факулы Антилия находятся внутри тёмной местности Шангри-Ла, к северу от неё — светлая местность Дильмун, а к западу — Адири. По соседству с ними расположено множество других факул Титана: юго восточнее находятся факула Тексел и факула Минданао, и другие. Факулы Антилия скорее всего имеют тектоническое происхождение. Были обнаружены на снимках с космического аппарата «Кассини».

## Эпоним
Названы именем Антилия — мифического архипелага в атлантическом океане. Название было утверждено Международным астрономическим союзом в 2006 году.